# 木村敏美
木村 敏美（きむら としみ、1968年11月4日 - ）は、日本の女子プロゴルファー、ペットショップのオーナー。
現在はプロゴルフツアーからは遠ざかったが、2007年にはツアー通算10勝を達成（25人目）。2人の子供がいることから「ビックママ」という愛称で親しまれている。

## 優勝記録
- 1993年
  - 三越カップレディスオープン
  - カトキチクイーンズカップ広島女子オープン
  - 大王製紙エリエール女子オープンゴルフトーナメント
- 1994年
  - ダンロップツインレイクスレディスオープン
- 1996年
  - 東ハトレディスゴルフトーナメント
- 1999年
  - 東洋水産レディス北海道
- 2001年
  - ミヤギテレビ杯ダンロップ女子オープンゴルフトーナメント
- 2002年
  - SANKYOレディースオープン
- 2004年
  - 新キャタピラー三菱レディース
- 2007年
  - アコーディア・ゴルフレディス